# Garrulus lidthi
Garrulus lidthi е вид птица от семейство Вранови (Corvidae). Видът е световно застрашен, със статут Уязвим.

## Разпространение
Видът е разпространен в Япония.